# Гарячка паппатачі
Гаря́чка паппата́чі (від італ. рарра — кусає, tace — мовчки — так в Італії називають москітів; англ. Pappataci fever; синоніми: гарячка флеботомна, москітна, бухарська, триденна, критська, берегова, гібралтарська, середземноморська, «москітка» тощо) — це гостра арбовірусна, антропонозна, трансмісивна ендемічна хвороба, яку переносять москіти. Проявляється короткочасною (триденною) гарячкою, генералізованим м'язовим болем (міалгіями), своєрідним кон'юнктивітом, ураженням нервової системи, нерідко гастроентеритом і екзантемою.

## Історичні відомості
У минулому тисячолітті, особливо в XIX столітті, хвороба часто уражала солдат різних армій, тому була об'єктом дослідження саме військових лікарів. У 1799 р. В. Барнетт вперше описав захворювання на Мальті як «середземноморську гарячку». Надалі у різних країнах лікарі описували одну й ту ж хворобу під різними назвами («епідемічний гастроентерит», «собача хвороба», «хвороба акліматизації» тощо), допоки у 1886 році військовий лікар з Австро-Угорщини А. Пік, працюючи в Герцоговині, об'єднав всі ті захворювання в одну самостійну нозологічну форму, описав один з її характерних симптомів. У 1905 р. австрійський мікробіолог чеського походження С. Тауссіг довів взаємозв'язок хвороби з укусами москітів, описав інші характерні симптоми хвороби. Він же з співавторами в 1908—1909 рр. експериментально на волонтерах доказав, що хвороба має вірусну природу, передається через укуси москітів, та дав їй сучасну назву. Їм вдалося в неендемічній зоні (Відні) спричинити гарячку паппатачі у здорових людей введенням крові хворого, профільтрованої через бактеріальний фільтр, а також передати її через укус заражених москітів, привезених з ендемічної по хворобі Хорватії. В 1943—1944 рр. Альберт Себін виділив вірус з крові хворих.

## Актуальність
Паппатачі поширена у країнах Східної півкулі, які знаходяться між 20° і 45° північної широти, особливо в районі узбережжя Середземного моря, на Близькому Сході і в деяких частинах Азії. Поширеність гарячки паппатачі в південних регіонах України рідка, хоча не виключено, що вона зустрічається значно частіше, ніж її реєструють, тому що там є всі умови для перебування москітів. Слабка реєстрація хвороби обумовлена не тільки відсутністю настороженості лікарів, коли захворювання з короткочасною гарячкою проходить під іншими діагнозами («ГРВІ», «грип» тощо), але, найчастіше, і слабкою лабораторно-діагностичною базою. Варто пам'ятати, що до 50-х років ХХ століття великим осередком гарячки паппатачі був Севастополь. Вперше в Україні — в Криму гарячка була описана І. Є. Мінкевичем у 1923 році.

## Етіологія
Збудник гарячки паппатачі — вірус Febrigenes pappatasii, якого відносять до роду Phlebovirus, родини Bunyaviridae. Три серотипи (можливо, й підвиди) цього вірусу (Sicilian, Toscana,Naples/Napoli) спричиняють хворобу, при цьому вони не створюють між собою перехресного імунітету. Вірус РНК-вмісний, інактивується при температурі +56°С, при кип'ятінні гине моментально. УФО, дезрозчини й протеолітичні ферменти діють на нього згубно. Формалін (1:1000) інактивує вірус без втрати антигенних властивостей. У висушеному стані вірус зберігається кілька років, при мінус 70°С — більше року, у цитратній крові з гліцерином — 14 днів. Культивують вірус на курячих ембріонах і тканинних культурах. До вірусу дуже чутливі новонароджені білі миші.

## Епідеміологічні особливості

### Джерело і резервуар інфекції
Основний хазяїн і джерело інфекції — людина. Хворі люди стають джерелом збудників наприкінці інкубаційного періоду (останні 2-3 дні) і в період гарячки (3-й день хвороби). Резервуар інфекції — самиці москітів різних видів роду Phlebotomus — Phlebotomus papatasi, рідше Ph. caucasicus, Ph. sergenti. Додатковим резервуаром інфекції можуть бути птахи, можливо й гризуни, у зв'язку з чим деякі дослідники вважають дану інфекцію зоонозною.

#### Особливості москітів як резервуара гарячки паппатачі
Москіти відрізняються «стрибкоподібним» польотом невисоко над землею. Найбільш часто вони нападають на людей в нічний час.
Болючість самого укусу самиць москітів незначна, однак днів через 8-10 на місці укусу з'являється сильний свербіж. Місця кровосмоктання помітні по рожевим папулам, які безслідно зникають через кілька днів після укусу.

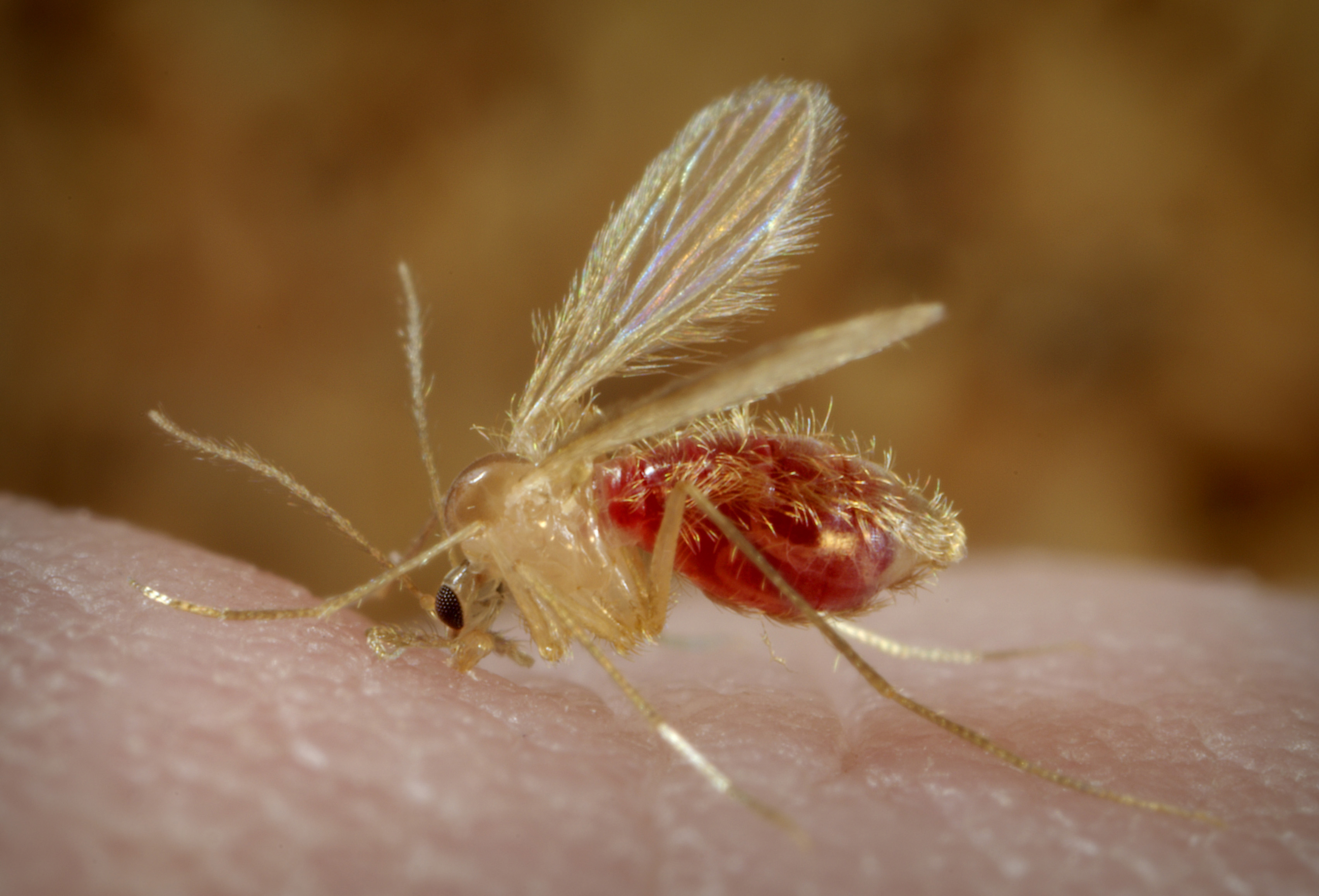
Phlebotomus papatasi на шкірі людини під час укусу та харчування кров'ю.

#### Особливості розмноження вірусу в організмі москітів
Після кровосмоктання з кров'ю хворого до кишечника москіта попадають віруси, які розмножуються там за умови температури навколишнього середовища не нижче +18°С (оптимальна температура +25-30°С). Виплід москітів відбувається в ґрунті, багатому на органічні речовини (місця звалищ, ділянки землі в безпосередній близькості від будинків, які забруднені побутовими відходами). Через 6-8 днів після кровосмоктання віруси проникають у слинні залози комахи, після чого самиця протягом всього життя (2-3 тижня) набуває здатність інфікувати людину. Доказана трансоваріальна передача збудника, який може зберігатися в яйцях і личинках москітів у холодну пору року.

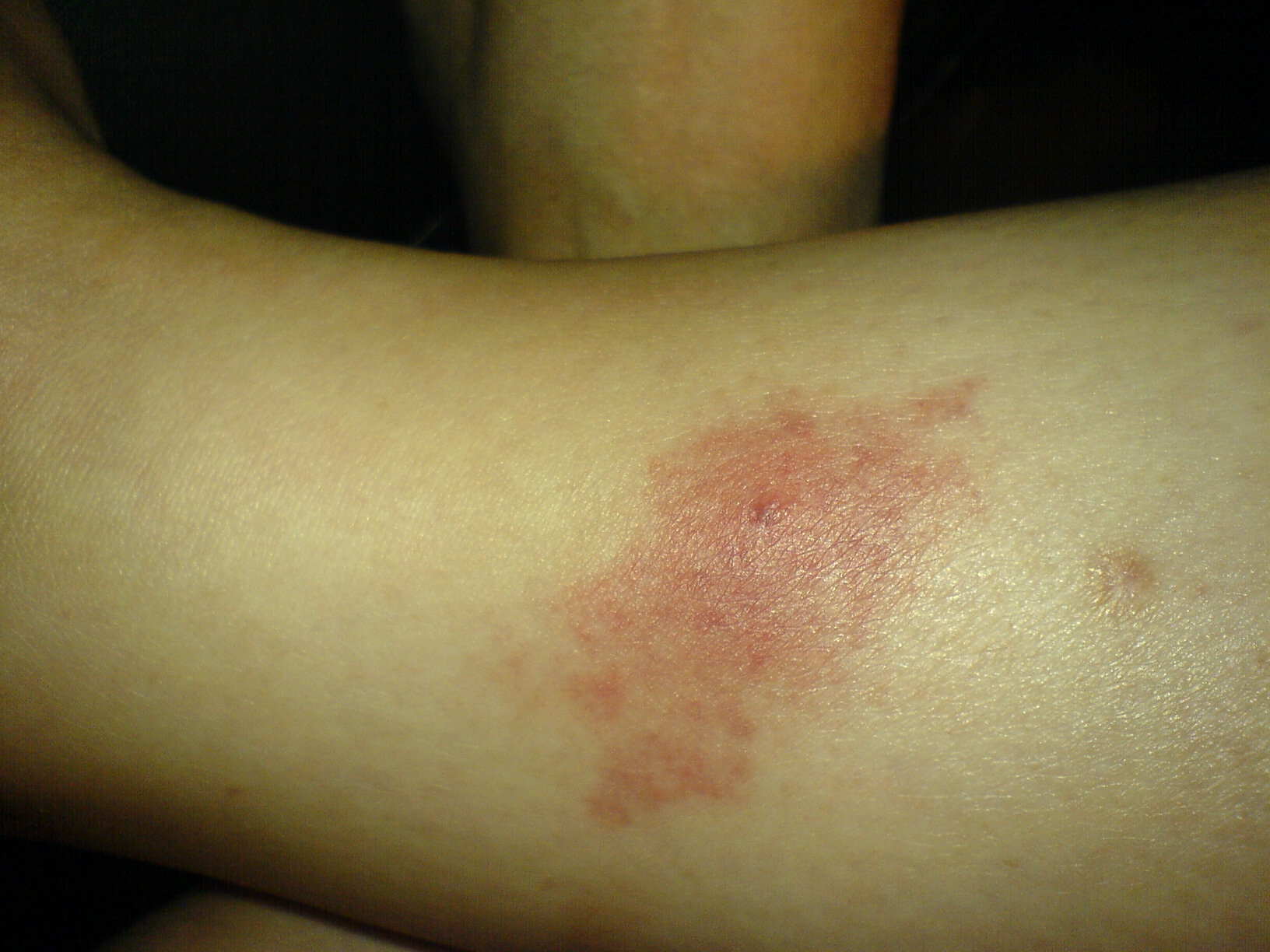
Сліди укусів москітів на шкірі людини в Єгипті.

### Механізм і фактори передачі
Механізм передачі захворювання — трансмісивний. Можлива парентеральна передача вірусів — при переливанні крові або через недостатньо дезінфіковані медичні інструменти. За умови відсутності переносників контакт з хворою людиною небезпеки не представляє.

### Сприйнятливий контингент та імунітет
У зоні помірного теплого клімату сезонність захворювання гарячкою паппатачі відповідає циклу розвитку москітів і має два підйоми: перший — наприкінці травня й до початку червня, другий — с середини липня до першої половини серпня. У субтропічній зоні сезонність не виражена.
Сприйнятливість до гарячки паппатачі загальна, природної стійкості не зафіксовано. На ендемічних територіях хворіють переважно діти й приїжджі (серед них можливі навіть епідемії), у дорослих формується певний гомологічний імунітет до того штаму вірусу, що циркулює в даній місцевості й підтримується на високому рівні. Особи, які перехворіли на гарячку паппатачі, вже через 2-3 місяці можуть захворіти при зараженні гетерологічним серотипом вірусу. Один раз перенесене захворювання спричиняє вельми короткочасну несприйнятливість, яка переростає у тривалий напружений імунітет лише після повторних захворювань на гарячку паппатачі.

## Патогенез
Внаслідок укусу москіта вірус проникає через шкіру або слизові оболонки людини, на місці інокуляції часто істинний первинний афект не виникає, але іноді можлива поява червонуватої цятки або сверблячої папули, оточеною зоною гіперемії, регіональні лімфовузли не збільшуються. Розмноження й накопичення вірусу відбувається швидко. У перші 2 дні вірус із місця впорскування гематогенним шляхом (первинна короткочасна вірусемія) поширюється по всьому організмі й надалі протягом 3-9 днів (інкубаційний період) розмножується в клітинах системи мононуклеарних фагоцитів. Накопичуючись, вірус повторно виходить у кров (вторинна вірусемія), спричиняючи клінічну маніфестацію інфекційного процесу. Маючи нейро- і вазотропність вірус уражає ЦНС, симпатичний відділ вегетативної нервової системи й невеликі кровоносні судини скелетної мускулатури. Результатом цього процесу є інтоксикаційні прояви і ознаки пошкодження вегетативної нервової системи. Тропність вірусу до кісткового мозку приводить до гальмування утворення нейтрофілів. Патогенетичні механізми ураження інших органів мало вивчені через доброякісний перебіг хвороби. Патологоанатомічні зміни детально не вивчені, тому що захворювання перебігає легко й рідко закінчується летально.

## Клінічні прояви

### Класифікація
Гарячка паппатачі у МКХ-10 зазначена як «москітна гарячка» (А93.1) в розділі I «Інфекційні і паразитарні хвороби»
(A00-B99), підрозділі «Вірусні гарячки, що породжені членистоногими, і вірусні геморагічні гарячки»(A90-A99). У діагнозі також указують ступінь тяжкості (легкий, середньотяжкий, рідко — тяжкий), а якщо виділено конкретний серотип (неаполітанський, сицилійський або тосканський), то зазначають і його. Виділяють три клінічні періоди хвороби:
1. початковий,
2. період розпалу,
3. реконвалесценції.

### Початковий період
Інкубаційний період становить 3-9 днів. Захворювання починається гостро (без продроми), часто раптово. При цьому відзначають озноб, гіпертермію (39-40°С) тривалістю 2-3 дні, рідше 4-5 днів. Хворі скаржаться на інтенсивний головний біль, гіперестезію, безсоння, дратівливість, депресію, зрідка можлива поява менінгеальних ознак, марення, втрати свідомості.

### Період розпалу
Біль поширюється на суглоби й м'язи, особливо інтенсивний біль в області попереку, іноді — хрестця (крижів), спини, живота. Характерні ретроорбітальний біль, кон'юнктивіт, фотофобія.
Патогномонічною ознакою цієї хвороби вважають поєднання очних симптомів:
- Симптоми Тауссіга:

- Перший симптом Тауссіга — різкий біль при підніманні пальцями верхньої повіки;
- Другий симптом Тауссіга — різка болісність при натисненні на очні яблука;

- Симптом Піка — обмежена ін'єкція судин зовнішнього або внутрішнього кута склер у вигляді трикутника, поверненого вершиною до райдужної оболонки[13].

Іноді з'являються і вертикальні геморагічні смуги по ходу верхнього і нижнього прямих м'язів ока.

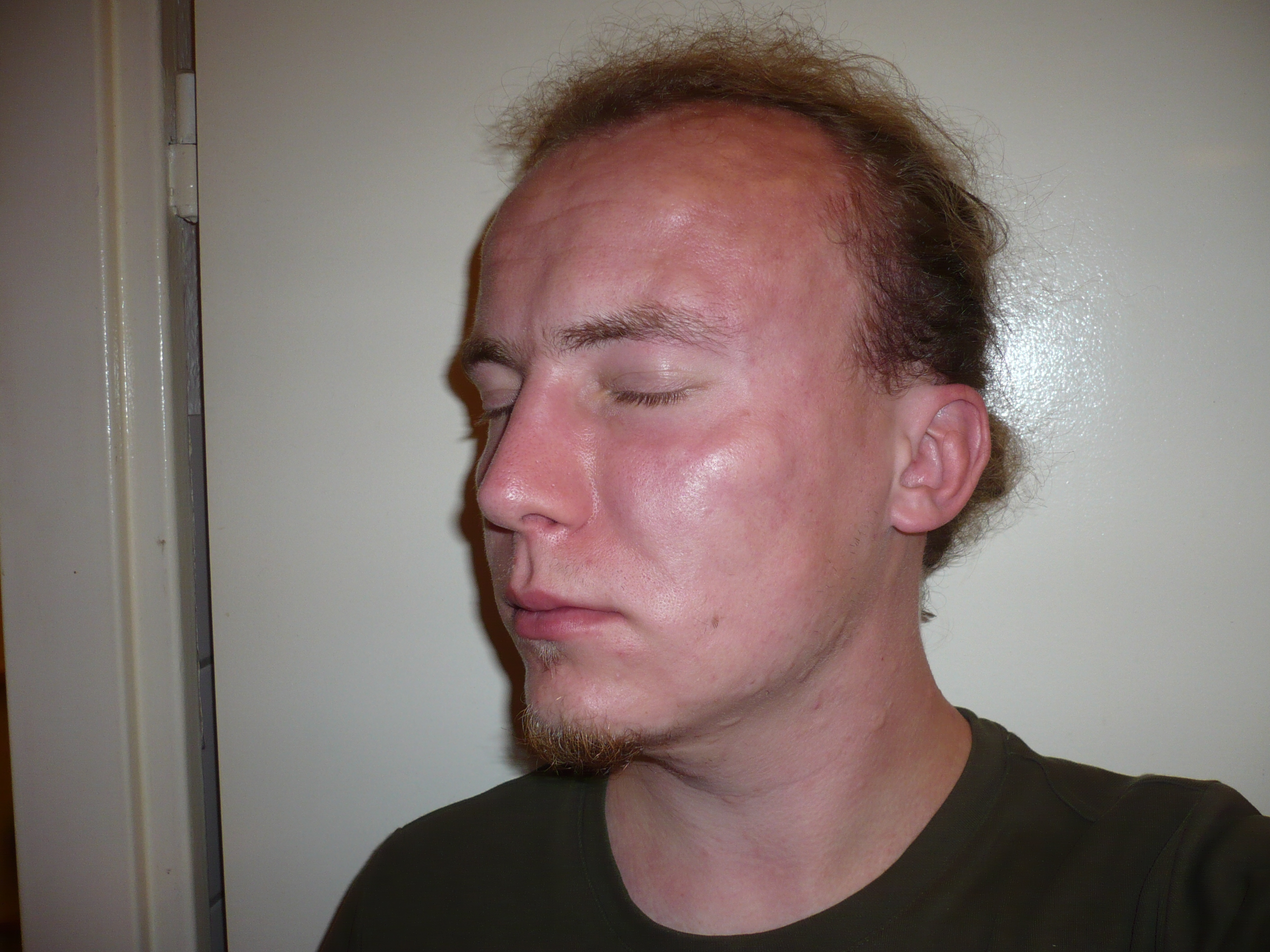
Зміни обличчя з набряком його і гіперемією шкіри при гарячці паппатачі часто нагадують набряк Квінке.

Привертає увагу одутлість і гіперемія обличчя, шиї, верхніх відділів груді, що нагадує «сонячну еритему» (симптом каптура), у місці укусу зрідка первинний афект — папула з гіперемованим віночком, що свербить, при забрудненні може загноїтися. Слизові ротоглотки, особливо піднебінних дужок гіпереміровані, набряклі, іноді з точковими геморагіями. На м'якому піднебінні можуть іноді з'явитися невеликі пухирці. На 2-3 день хвороби можлива поява екзантеми (короподібна, дрібнопапульозна, уртикарна, ерітематозна), що зникає після зниження температури до норми. Язик сухий, обкладений білим нальотом, живіт безболісний, хоча у деяких хворих з'являється здуття живота й рідкі випорожнення до 3-6 разів на добу. Упродовж першої доби захворювання відзначається тахікардія, що на 2-4 добу змінюється на брадикардію на висоті гарячки. Брадикардія триває аж до 10-15 дня нормальної температури тіла, відзначають знижений артеріальний тиск.
У більшості хворих гарячка зберігається 2-3 дні (звідси одна з колишніх назв хвороби — «триденна гарячка»), у 10 % може тривати до 5 днів. Повторна хвиля гарячки буває у 15 % хворих через 2-12 тижнів, при цьому інтоксикація не виражена. При тяжкому перебігу розвивається серозний менінгіт, помірний набряк зорового нерва.

### Період реконвалесценції
Триває від декількох днів до 2-3 тижнів. Температура знижується критично з вираженою пітливістю, спостерігають регрес симптомів. У цей період виражені симптоми астенізації, депресії, можливі невралгії.

## Ускладнення
Гарячка паппатачі часто перебігає без ускладнень, а їхнє виникнення пов'язане із загостренням фонових хронічних захворювань або з приєднанням асоційованої інфекції (пневмонія, отит), може виникати інфекційний психоз. Прогноз сприятливий, летальні випадки рідкі (під час епідемічних спалахів).

## Діагностика

### Клінічна діагностика

#### Клініко-епідеміологічні критерії
Основними критеріями при постановці діагнозу є:
- перебування хворого в ендемічному районі під час епідемічного сезону (не пізніше 9 днів до початку хвороби);
- сліди від укусів москітів;
- гострий, раптовий початок хвороби;
- короткочасна гарячка;
- екзантема, енантема;
- гіперемія ротоглотки при відсутності катарального синдрому;
- симптоми Тауссіга, Піка;
- менінгеальний синдром при незначних змінах у лікворі;
- ознаки вегетативної лабільності, в тому числі зміни пульсу з тахікардії на брадикардію;
- загальний доброякісний перебіг хвороби.

#### Зміни у загальних клінічних аналізах
Для гемограми в початковому періоді характерна лейкопенія, відносний лімфомоноцитоз, нейтропенія, анеозінофілія. У сечі — минуща протеїнурія; при спинномозковій пункції — підвищення тиску ліквору, у самому лікворі — збільшення вмісту білка, помірний лімфоцитарний цитоз, позитивні осадкові проби.

### Специфічна лабораторна діагностика
Є надійним підтвердженням клінічного діагнозу й полягає у виділенні вірусу з крові у гарячковому періоді — шляхом зараження субокципітально лабораторних тварин (новонароджені білі миші), на культурі тканин, використовують ПЛР, серологічних реакцій у парних сироватках — реакція зв'язування комплементу (РЗК) із перших днів хвороби, реакція гальмування гемаглютинації (РГГА), реакція нейтралізації (РН) з 5-6 дня. Друге дослідження — через 2-4 тижні після першого.

## Лікування
Хворих на гарячку паппатачі госпіталізують до стаціонару без необхідності строгої ізоляції, але з урахуванням проведення комплексу протимоскітних заходів. Тривалість постільного режиму залежить від ступеня тяжкості. Етіотропна терапія не розроблена, призначають патогенетичні й симптоматичні засоби. У випадках значної церебральної гіпертензії показана лікувальна спинномозкова пункція, діуретики. За наявності клінічних показань застосовують антибактеріальні засоби — при вторинних бактеріальних ускладненнях.

## Профілактика

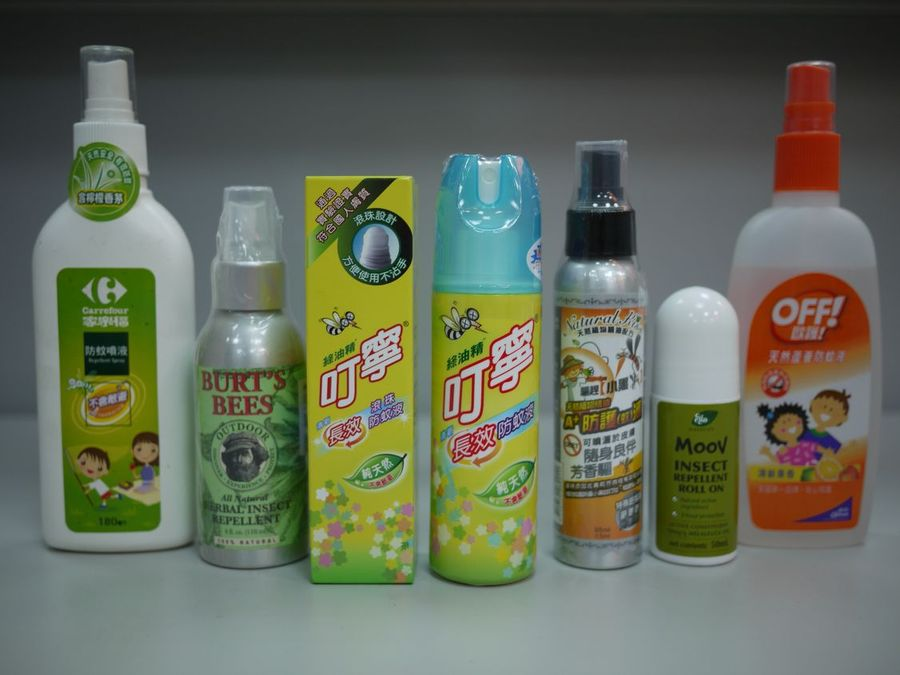
Сучасні репеленти, що відлякують москітів.

Загальна профілактика полягає в знищенні москітів і місць їх розмноження, для чого в першу чергу необхідно ретельно прибирати сміття і утримувати в чистоті ділянки навколо будинків, а в стінах і підвалах ліквідувати щілини і тріщини. Для захисту від укусів москітів застосовують марлеві пологи, а також захисні сітки, просочені піретринами, піретроїдами, ДЕТА чи іншими захисними антимоскітними речовинами. Особистий захист людей від нападу москітів є пріоритетним в цій ситуації, тому рекомендують відповідний захисний одяг, що закриває шкіру. З метою специфічної профілактики використовують вакцинацію формалінізованою вакциною (по епідеміологічних показаннях) скарифікованим методом або сухою вакциною, приготовленою з адаптованих до курячих ембріонів штамів вірусів. Вакцинацію проводять за 1,5-2 місяці до початку епідемічного сезону, і це дозволяє знизити захворюваність в ендемічних районах не менш чим в 3 рази.